# Pseudorthodes keela
Pseudorthodes keela là một loài bướm đêm trong họ Noctuidae.